# Сицилія (фема)
Фема Сицилія (грец. θέμα Σικελίας, Thema Sikelias) — військово-адміністративна одиниця Візантійської імперії (фема), яка розташовувалась на острові Сицилія і в Калабрії (сучасна Італія). Утворено близько 685 року. Припинила існування 902 року внаслідок поразок від арабів.

## Історія
Після поділу Римської імперія через деякий час Сицилія опинилася під владою Королівства остготів, володарі якого вибороли її у війнах з Королівством вандалів. За часів імператора Юстиніана I розпочалися військові кампанії з відновлення влади в Італії. Тому для початку у 535—536 роках візантійці на чолі із Велізарієм зайняли Сицилію. Втім, остаточно владу тут встановив лише військовик Артабан у 552 році. Відтоді тут було створено преторську провінцію на чолі із дуксом. У 663 році до Сіракуз переніс свою резиденцію імператор Констант II. У 668 році араби здійснили перший напад на Сицилію, пограбувавши околиці Сіракуз. У 703 року такі напади на провінцію стали постійними.
Загроза з боку лангобардів (просунулися на південь Італії, загрожуючи Калабрії) і арабів призвела до утворення феми Сицилія (близько 685 року, стратега вперше письмово згадано у 687 році) за наказом імператора Юстиніана II.
З кінця VII ст. тут постійно вибухали повстання невдоволених політикою імператорського уряду. Водночас Сицилія стає важливою опорою у боротьбі з арабами, що захопили Африканський екзархат Візантії. У першій половині VIII ст. значна частина сицилійців на чолі зі стратегом Сергієм вступила у конфлікт під правління перших імператорів Ісаврійської династії, що провадили політику іконоборствата збільшення податків — Левом III і Костянтином V. Сергій у 718 році домігся проголошення військами імператором Василя, сина Григорія Ономагула, який прийняв ім'я Тиберія. Але доволі швидко війська під орудою Павла, що став стратегом, відновили на Сицилії імператорську владу. Після цього Сицилійську церкву було передпорядковано Константинопольському патріарху. У 780 році стратег Елпідій брав участь у заколоті проти імператриці Ірини.
Зміцнення імператорської влади на острові сприяло його захисту від арабів й разом з тим сприяло відродженню економіки, основу якої становило сільське господарство. Натомість візантійці самі стали нападати на африканське узбережжя, завдаючи значної школи Арабському халіфату, а потім Аглабідам. Стратег феми Сицилія діяв проти них спільно з військам фем Кефалонія, Пелопоннес і Македонія, а пізніше — Лонгобардія. Водночас між цими фемами встановили тісні економічні відносини.
Війська Аглабідів напочатку 800-х років посилили напади. Але у 812 році з еміром Ібрагімом ібн Аглабом було встановлено перемир'я на 10 років. У 826 році на заклик частини бунтівних сицилійців на чолі із турмархом Євфімієм араби висадилися на острові. Вже у 831 році ворог зайняв важливе місто Панорм, який здали стриєчні брати Євфімія — Палата і Михайло. Згодом арабські війська стали просуватися теренами феми. У 878 році було втрачено Сіракузи та переважну більшість території феми. У 902 році візантійці здали фортецю Таорміна і залишили Сицилію, окрім деяких фортець поблизу Мессіни (насамперед Рометта), які було втрачено у 965 році. Після цього з решти феми Сицилія було створено Калабрійську фему.
У 1038 році була спроба відновити владу Візантії. Георгій Маніак захопив майже весь острів, окрім Палермо, але внаслідок внутрішніх конфліктів у візантійському війську почався розгардіяш, чим скористалися мусульмани, які до 1042 року відвоювали всю Сицилію.

## Адміністрація
Територія феми охоплювала о. Сицилію, а також землі на півдні Італії: Калабрію, здійснювався контроль над дукатами Неаполь, Амальфі та Гаета. Центром було місто Сіракузи, а з 878 року — Регій. На чолі стояв стратег у ранзі патрикія, що отримував щорічну зарплатню у 12 лібрів золота. Йому підпорядковувалося 2 тис. вояків. У період, коли було втрачено більшу частину території, практикою стало поєднання посад стратегів Сицилії і Еллада (Пелопоннеса).

## Відомі очільники
- Салвентій (685—695)
- Сергій (717—718), вперше
- Павло (718—723), також екзарх Равенни
- Сергій (730—735), вдруге
- Елпідій (778—782)
- Никита Мономах (797—798)
- Фотін (826—827)
- Олексій Муселе (838—839)
- Поф (890-ті)
- Костянтин Карамалл (902)